# Bondarenko (cràter)
Bondarenko és un cràter d'impacte situat a la cara oculta de la Lluna, al nord-est del gran cràter Tsiolkovskiy de fons fosc, i al sud del cràter Chauvenet. Just a nord-est de Bondarenko apareix Patsaev G, un cràter satèl·lit de Patsaev de mida comparable, situat cap a l'oest.

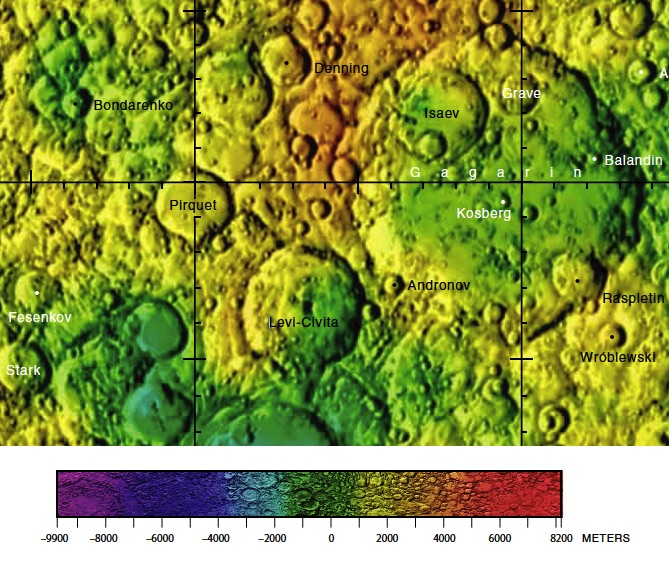
Localització de Bondarenko (quadrant superior esquerra de la imatge)

Es tracta d'una formació de cràters moderadament desgastada, amb una plataforma lleugerament irregular. Hi ha alguns petits cràters al llarg de la paret interior i en el propi interior.
Es diu així en honor de Valentín Bondarenko (1937-1961), un dels primers cosmonautes soviètics, qui va morir en un accident durant un entrenament amb un simulador.